# 특수 켈러 다양체
미분기하학과 이론물리학에서 특수 켈러 다양체(영어: special Kähler manifold)와 경직 특수 켈러 다양체(영어: rigid special Kähler manifold)는 특별한 추가 구조를 갖는 켈러 다양체이다.

## 정의

### 경직 특수 켈러 다양체
경직 특수 켈러 다양체 {\displaystyle M}은 다음과 같은 데이터로 구성된다.
- 복소수 {\displaystyle n}차원 켈러 다양체 {\displaystyle M}
- {\displaystyle M} 위의 {\displaystyle 2n}차원 복소수 아핀 공간 다발 {\displaystyle E}. 또한,
  - 이 아핀 다발은 각 올에 다음과 같은 꼴의 심플렉틱 내적을 갖는다.
{\displaystyle \langle u,v\rangle =u^{\top }{\begin{pmatrix}0&1_{n\times n}\\-1_{n\times n}&0\end{pmatrix}}v}
  - 이 아핀 다발의 전이 함수는 (적절한 열린 덮개의 두 원소 {\displaystyle U,V}에 대하여) 다음과 같은 꼴이다.
  - {\displaystyle v\mapsto \exp(\mathrm {i} c)Mv+B\qquad (c\in \mathbb {R} ,:\;M\in \operatorname {Sp} (2n;\mathbb {R} ),\;B\in \mathbb {C} ^{2n})*<math>E}의 정칙 단면 {\displaystyle V}

이는 다음 조건을 만족시켜야 한다.
- {\displaystyle \langle \partial _{i},\partial _{j}V\rangle =0}
- {\displaystyle M}의 켈러 형식은 다음과 같아야 한다.
{\displaystyle K=-{\frac {1}{2\pi }}\partial {\bar {\partial }}\langle V,{\bar {V}}\rangle \in \Omega ^{1,1}(M)}

### 특수 켈러 다양체
경직 특수 켈러 다양체 {\displaystyle M}은 다음과 같은 데이터로 구성된다.
- 복소수 {\displaystyle n}차원 켈러 다양체 {\displaystyle M}. 또한, 그 켈러 형식 {\displaystyle K\in \Omega ^{1,1}(M)}의 돌보 코호몰로지류는 정수 계수 코호몰로지 {\displaystyle [K]\in \operatorname {H} ^{2}(M;\mathbb {Z} )/\operatorname {Tors} (\operatorname {H} ^{2}(M;\mathbb {Z} ))}에 속한다. 이를 천 특성류로 갖는 정칙 선다발을 {\displaystyle L}이라고 하자.
- {\displaystyle M} 위의 {\displaystyle 2(n+1)}차원 복소수 벡터 다발 {\displaystyle E}. 또한, 
  - 이 벡터 다발은 각 올에 다음과 같은 꼴의 심플렉틱 내적을 갖는다.
{\displaystyle \langle u,v\rangle =u^{\top }{\begin{pmatrix}0&1_{n\times n}\\-1_{n\times n}&0\end{pmatrix}}v}
  - 이 벡터 다발의 전이 함수는 (적절한 열린 덮개의 두 원소 {\displaystyle U,V}에 대하여) 다음과 같은 꼴이다.
  - {\displaystyle v\mapsto \exp(\mathrm {i} f)Mv\qquad (f\colon U\cap V\to \mathbb {C} ,\;{\bar {\partial }}f=0,\;M\in \operatorname {Sp} (2n;\mathbb {R} ))}
- {\displaystyle L\otimes E}의 정칙 단면 {\displaystyle v}. 이는 다음 조건을 만족시킨다.
  - {\displaystyle \langle v,\partial _{i}v\rangle =0}
  - {\displaystyle K=-{\frac {\mathrm {i} }{2\pi }}\partial {\bar {\partial }}\ln(\mathrm {i} \langle {\bar {v}},v\rangle )\in \Omega ^{1,1}(M)}

## 응용
경직 특수 켈러 다양체는 중력을 포함하지 않는 4차원 {\displaystyle {\mathcal {N}}=2} 초대칭 이론의 모듈러스 공간으로 등장한다. 마찬가지로, 특수 켈러 다양체는 4차원 {\displaystyle {\mathcal {N}}=2} 초중력 이론의 모듈러스 공간으로 등장한다.

## 참고 문헌
- Craps, Ben; Roose, Frederik; Troost, Walter; Van Proeyen, Antoine (1997). “What is special Kähler geometry?” (영어). arXiv:hep-th/9703082.